# 淘金者 (馬)
淘金者（Mr. Prospector，1970年 - 1999年）是美國生產及訓練的純種競賽馬匹，為名種馬天才舞者之孫，為美國最重要的泥地種馬之一。

## 競賽成績
14戰獲7冠4亞2季1殿，以參加短途賽事為主。因傷患關係，競賽生涯較為短暫，未曾出席過美國三冠大賽，賽績不算突出，但曾在一場６化郎賽事締造1:07.8的美國紀錄時間，至1999年才被牠的後代所打破。

## 種馬成績
但淘金者的配種成績極為出色，成為美國以至全球近年炙手可熱的大族，與表兄弟北地舞人為現今兩大最具影響力的種馬系統。眾多產馬中，擁有多匹錦標賽子嗣：
- Fappiano
- Woodman
- Afleet
- Zafonic
- Thunder Gulch
- Forty Niner
- Machiavellian
- 金滿寶
- Distant View

## 外部連結
- 血統表 （页面存档备份，存于）